# Danmarks statsgæld
Danmarks statsgæld opgøres normalt som den nominelle værdi af statens indenlandske og udenlandske gæld fratrukket statens indestående i Nationalbanken og aktiverne i tre statslige fonde (Den Sociale Pensionsfond, Fonden for Forebyggelse og Fastholdelse samt Danmarks Innovationsfond). Den udgør dermed en væsentlig andel af Danmarks samlede offentlige gæld. I internationale sammenligninger, økonomiske opgørelser i forhold til EU's konvergenskrav og undersøgelser af, om finanspolitikken er holdbar, tages udgangspunkt i den samlede offentlige gæld i stedet for statsgælden, da det er den samlede offentlige gæld, der giver et retvisende udtryk for den offentlige sektors samlede finansieringsbehov.

## Udviklingen de sidste 50 år
Igennem 1960’erne var de offentlige finanser tæt på balance, og der blev stort set ikke opbygget nogen statsgæld eller offentlig gæld i øvrigt, selvom den offentlige sektor blev udvidet kraftigt. I forbindelse med den stigende arbejdsløshed gennem 1970’erne kom der imidlertid underskud på de offentlige budgetter, og der blev opbygget en vis gæld. Udviklingen accelererede i starten af 1980’erne forstærket af et højt renteniveau, som øgede rentebetalingerne samtidig med, at BNP-væksten var lav. Udviklingen siden har også i høj grad fulgt konjunkturerne. Under opsvinget midt i 1980’erne faldt gældskvoten lidt, men forøgedes så igen under lavkonjunkturen i ”de syv magre år” 1987-1993.
Udviklingen i Danmarks statsgæld siden 1990 ses i figuren til højre. Fra et højdepunkt på 57 % af BNP i 1993 faldt gældskvoten uafbrudt i de næste 15 år til at udgøre 11 % i 2008, hjulpet på vej af højkonjunkturerne i 1990'erne og 2005-08. I 2009 fik Danmark et betydeligt underskud på statsfinanserne som følge af finanskrisen, og dermed begyndte statsgælden igen at stige. I 2012 udgjorde den 487 mia. kr. eller 26,7 % af BNP. Siden er gælden vokset langsommere end bnp-udviklingen, så den ved slutningen af 2020 udgjorde 536 mia. kr. svarende til 23 % af BNP.

## Administration af Danmarks statsgæld
I Danmark forvaltes statsgælden af statsgældsforvaltningen i Danmarks Nationalbank på vegne af Finansministeriet. Denne arbejdsdeling har været gældende siden starten af 1990’erne. Gælden finansieres fortrinsvis ved udstedelse af statsobligationer. Danmarks Nationalbank udgiver hvert år publikationen "Statens låntagning og gæld" med en beretning om det seneste års udvikling i låntagningen.